# Mary E. White
Mary Elizabeth White (Sudáfrica, 5 de enero de 1926-Bundanoon, Australia, 5 de agosto de 2018) fue una paleobotánica y escritora de divulgación científica australiana.

## Biografía
White nació en Sudáfrica, creció en el sur de Rhodesia (ahora Zimbabue) y recibió una maestría en paleobotánica de la Universidad de Ciudad del Cabo. Se casó con Bill White, un geólogo; la pareja llegó a Australia en 1955. White trabajó como consultora para la Oficina de Recursos Minerales en Canberra hasta la década de 1980; también trabajó de consultora a tiempo parcial para empresas mineras. En 1975, fue contratada como investigadora asociada del Museo Australiano; estableció una colección de 12 000 especímenes de fósiles de plantas para el museo.
Comenzó a escribir libros de ciencia ilustrados y de gran formato después de la muerte de su esposo en 1981.
En 2003, White compró una gran propiedad boscosa, Falls Forest Retreat, aproximadamente a medio camino entre Taree y Port Macquarie en Nueva Gales del Sur; estableció un derecho para proteger la tierra y preservar su biodiversidad. En 2013 vendió la propiedad pero conforme al pacto nunca podrá ser alterada.
En sus últimos años, White sufrió demencia vascular y un derrame cerebral y se fue a vivir con su hija y el esposo de esta en Bundanoon, Nueva Gales del Sur entre 2014 y 2016. En 2016, tras otro derrame cerebral, se mudó a un centro de atención para ancianos cercano. El 5 de agosto de 2018, White fue encontrada muerta en su habitación en el complejo de cuidados para ancianos de Warrigal. Su hija, Barbara Eckersley, fue acusada de su asesinato; en el juicio para establecer su fianza, su abogado sostuvo que su cliente tenía la "creencia de que el centro de atención a personas mayores no era capaz de lidiar con la agitación y el dolor de la Dra. White". Después de más de dos años de demora, Eckersley finalmente fue declarada culpable, no de asesinato sino del cargo menor de homicidio involuntario y se salvó de la cárcel, en lugar de ser sentenciada a dos años detrabajos comunitaria debido a lo que el juez denominó su "baja culpabilidad moral" debido a un "diagnóstico de depresión severa".

## Premios y reconocimientos
White recibió doctorados honorarios de cuatro universidades australianas, además de la medalla Riversleigh en 1999 por "la excelencia en la promoción de la comprensión de la prehistoria australiana". En 2010, recibió un premio Lifetime of Conservation de la Australian Geographic Society. Fue galardonada con la Medalla Mueller de la Asociación de Australia y Nueva Zelanda para el Avance de la Ciencia en 2001. En 2009, fue nombrada miembro de la Orden de Australia (AM) por su "servicio a la botánica como investigadora y mediante la promoción de una mayor comprensión y conciencia del mundo natural".

## Publicaciones
Es autora de:
- The Greening of Gondwana – The 400 Million Year Story of Australia's Plants (1986)
- The Nature of Hidden Worlds – Animals and Plants in Prehistoric Australia and New Zealand  (1990)
- Muttaburrasaurus: An Australian Dinosaur in Its Time and Space (1990) - con Robyn Muche (Ilustrador)
- Time in Our Hands – Semi-precious Gemstones: Keys to the Geological Past (1991)
- After the Greening: The browning of Australia (1994), recibió un premio Eureka
- Listen... Our Land is Crying  (1997)
- Running Down: Water in a Changing Land (2000), que fue preseleccionada para un premio Eureka[9]
- Earth Alive! From Microbes to a Living Planet (2003)[7]